# Dimmi che mi vuoi bene
Dimmi che mi vuoi bene è il settimo album in studio della cantautrice italiana Mariella Nava, pubblicato nel 1998 dalla Baraonda Edizioni Musicali su licenza Calycanthus, dopo quattro anni di silenzio.
È il primo album arrangiato interamente dalla stessa Nava.
Gli archi sono stati scritti e diretti dal maestro Renato Serio.
Registrato con l'Orchestra Amit e l'Orchestra Sinfonica Aurora, mixato da Marti Robertson.
Realizzato e registrato presso lo Studio Libero da Antonio Coggio e Gabriele Coggio.

## Tracce
Testi e musiche di Mariella Nava.
1. Dimmi che mi vuoi bene
2. Piano inclinato
3. Finché si può
4. Avere amato te
5. Acqua e fuoco
6. Taglia il filo
7. Vispi vispi
8. Carta bianca
9. Con tutte le domande
10. Lettera
11. Cadi
12. Anche per le canzoni
13. Mezzaluna

## Formazione
- Mariella Nava - voce, cori, pianoforte
- Maurizio Dei Lazzaretti - batteria
- Roberto Guarino - chitarra acustica, tastiera, chitarra elettrica
- Maurizio Galli - basso
- Lele Melotti - batteria
- Luttle Berg - chitarra
- Pantarei Leon - percussioni, cori
- Stefano Senesi - pianoforte
- Maurizio Dei Lazzaretti - batteria
- Marco Manusso - chitarra elettrica, cori
- Simone Salza - sax